# Іоан Мірча Пашку
Іоан Мірча Пашку (рум. Ioan Mircea Pașcu; нар. 17 лютого 1949, Сату-Маре) — румунський політик, депутат Європейського парламенту і колишній міністр оборони в уряді Адріана Нестасе. Він є членом Соціал-демократичної партії, що входить до складу Партії європейських соціалістів, і став депутатом Європарламенту 1 січня 2007 зі вступом Румунії до Європейського Союзу.